# Otachyrium pterigodium
Otachyrium pterigodium là một loài thực vật có hoa trong họ Hòa thảo. Loài này được (Trin.) Pilg. mô tả khoa học đầu tiên năm 1931.